# ADM-20 Quail
L'ADM-20 Quail era un missile per inganno radar ("decoy") sviluppato dagli Stati Uniti d'America.

## Descrizione
Il missile era alimentato da un propulsore turbogetto General Electric J85-GE-7. Prima del lancio le ali e la coda erano piegate per ridurre l'ingombro, permettendo di caricare fino a otto missili nel vano bombe di un B-52, benché normalmente ne venissero caricati solo quattro. Il missile veniva sganciato dal vano bombe, le ali e la coda si aprivano e il motore partiva prima che il missile precipitasse. Seguiva una traiettoria programmata prima del lancio dal bombardiere, la traiettoria poteva includere un cambio di velocità e 2 di direzione coprendo un raggio di 825 chilometri. Il Quail aveva a bordo un sistema di contromisure elettroniche e un ripetitore radar, nelle ultime versioni disponeva di chaff e di una sorgente di calore atta a simulare un B-52 nello spettro infrarosso. La fusoliera era progettata per produrre una risposta radar simile a quella di un B-52.
Con l'entrata in servizio di radar più sofisticati nel 1972 gli operatori radar sovietici riuscivano a distinguere tra un B-52 e un Quail circa 21 volte su 23, perciò nel 1978 fu ritirato l'ultimo missile. Fino ad allora ne erano stati costruiti circa 600.

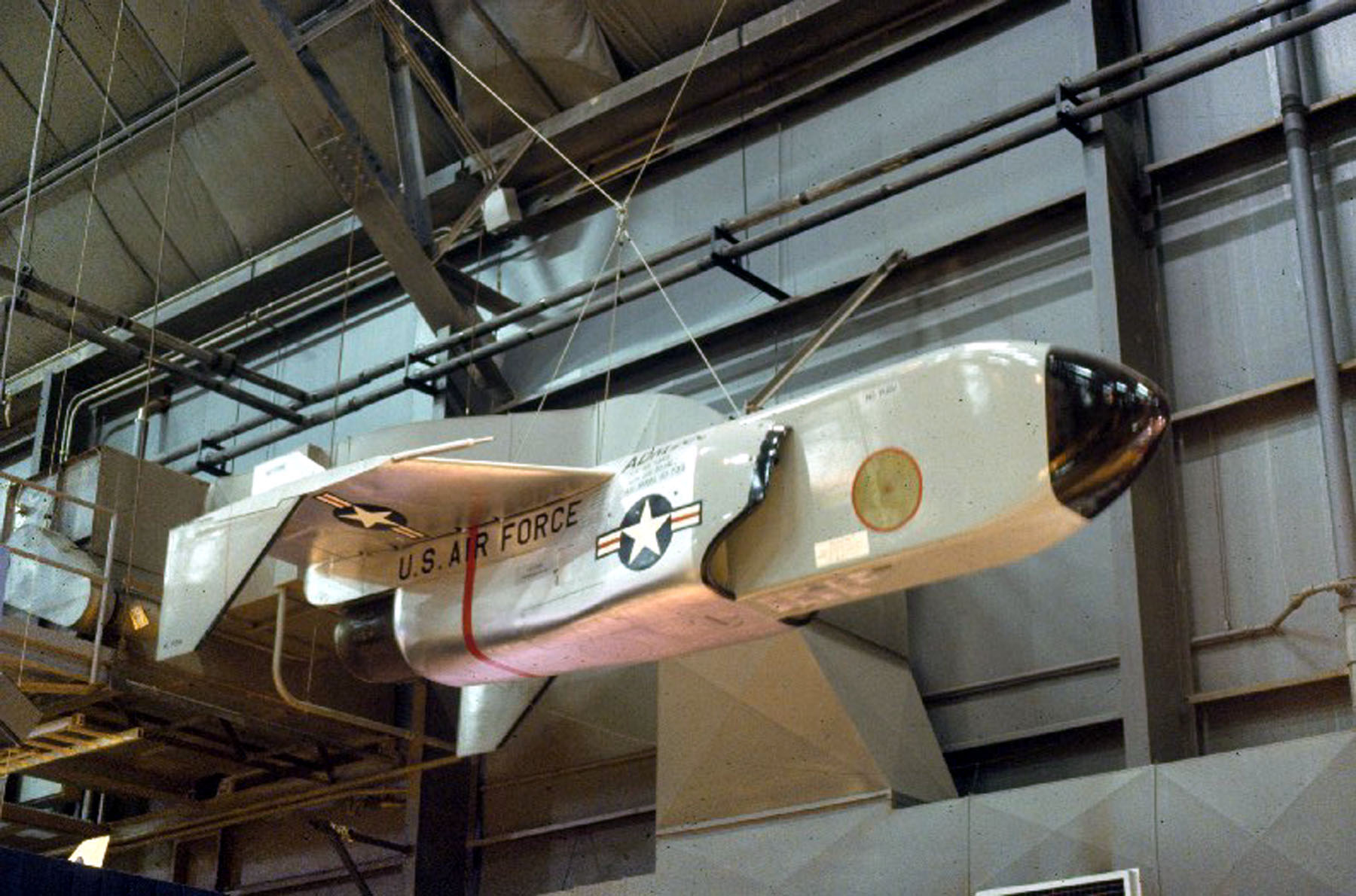
McDonnell ADM-20 Quail dell'USAF.